# Governatorato di al-Bayda'
Al-Bayḍāʾ (in arabo:البيضاء) è uno dei 19 governatorati dello Yemen che include l'omonima città di al-Bayḍāʾ. Secondo un censimento del 2004 la popolazione residente nel governatorato è di 577 369 abitanti.